# Amaranthus vulgatissimus
Amaranthus vulgatissimus är en amarantväxtart som beskrevs av Carlos Luis Spegazzini. Amaranthus vulgatissimus ingår i släktet amaranter, och familjen amarantväxter. Inga underarter finns listade i Catalogue of Life.